# شیوادا
سریله نیر (Srilekha Nair) که بیشتر با نام هنری خود شیوادا شناخته می‌شود، یک هنرپیشه هندی است که در فیلم‌های مالایالام و تامیل ظاهر می‌شود.
شیوادا در ویجایاراجان و کوماری، خانواده ای مالاییایی، در تیروچیراپالی، تامیل نادو، متولد شد، جایی که او تا کلاس ۵ تحصیل کرد پس از کلاس ۵، خانواده او به آنگامالی نقل مکان کردند و او در آنجا در مدرسه دولتی Viswajyothi CMI تحصیل کرد. او فارغ‌التحصیل رشته مهندسی علوم کامپیوتر از مؤسسه فناوری مهندسی آدی شانکارا است. او با دوست پسر دیرینه خود مورالی کریشنان ازدواج کرده و یک دختر دارد.
شیوادا حرفه بازیگری خود را با یک نقش کوچک در فیلم مالایایی کافه کرالا در سال ۲۰۰۹ آغاز کرد.